# Esteban Jordán

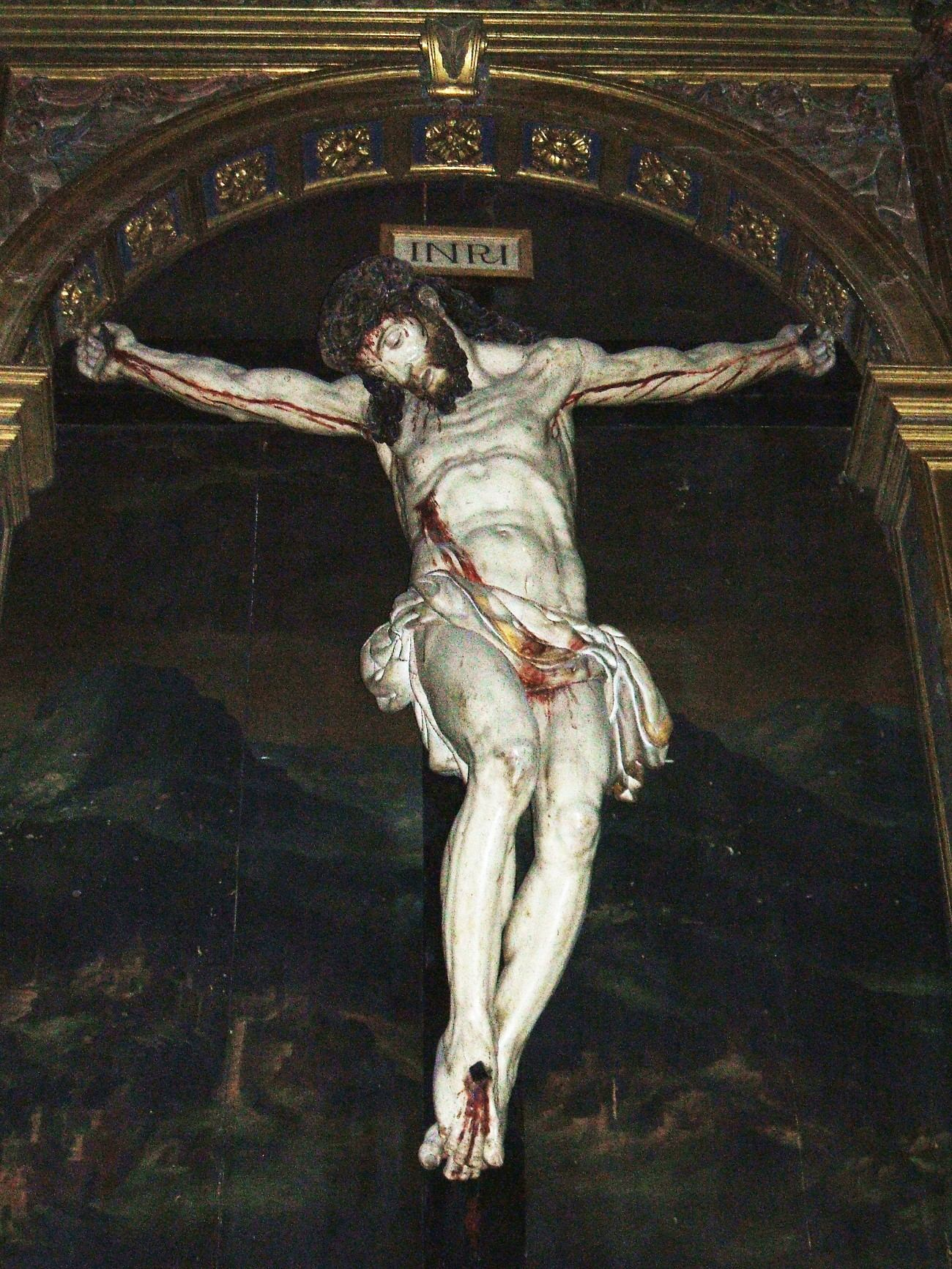
Crucificado, de Esteban Jordán, en el Santuario Nacional de la Gran Promesa, Valladolid.

Esteban Jordán (León, circa 1530 - Valladolid, 1598) fue un escultor español, considerado el más importante del foco vallisoletano en el último tercio del siglo XVI. Trabajó primeramente en León, pero luego se estableció definitivamente en Valladolid.

## Vida y obra

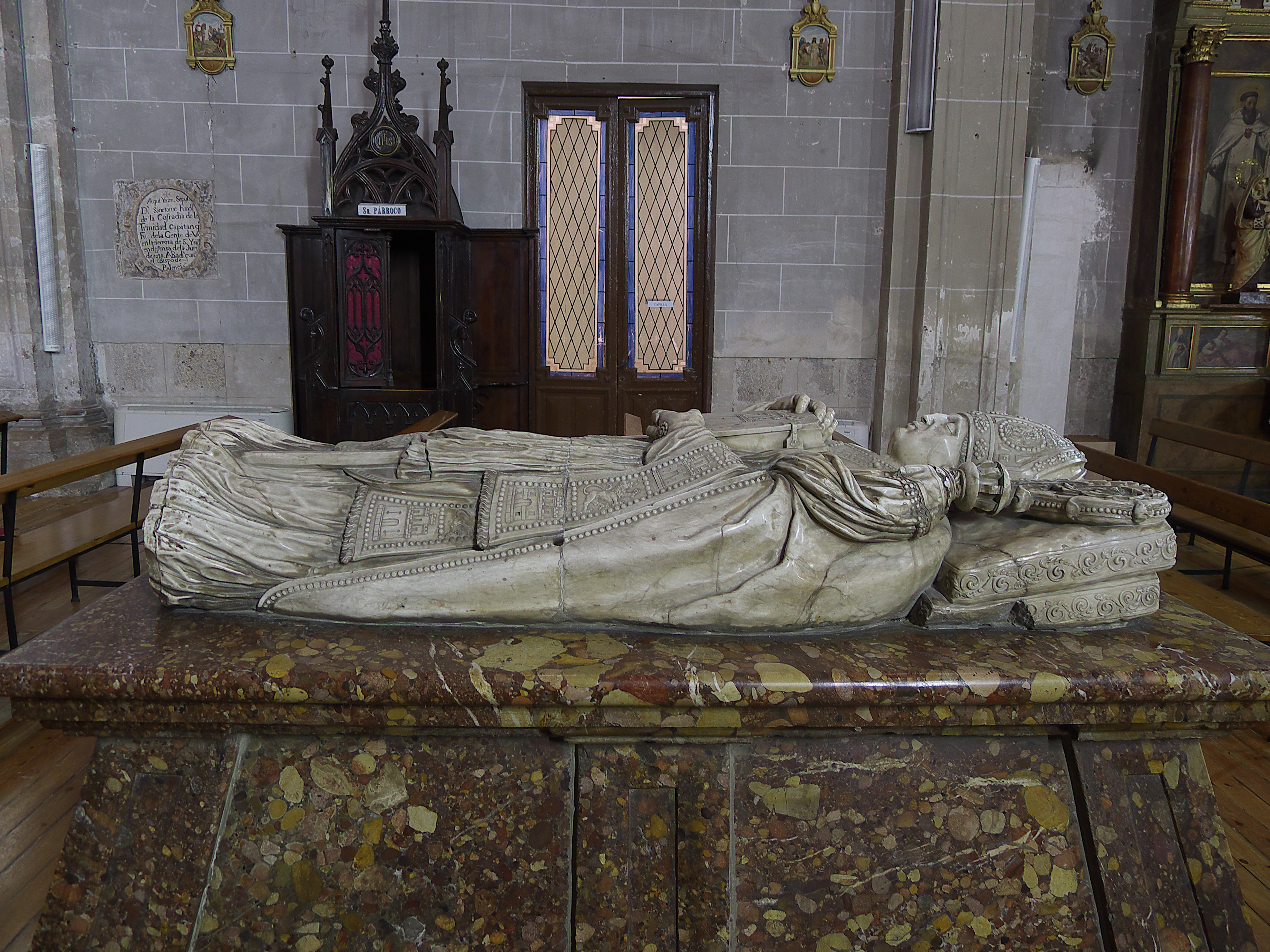
Sepulcro del obispo Pedro de la Gasca, iglesia de la Magdalena, Valladolid.

Su arte presenta un aquietado Manierismo, que corresponde al periodo postridentino.
Estuvo casado con Felicia González Berruguete, sobrina del escultor Alonso Berruguete. Su segunda esposa, María Becerra, se cree que era familiar del escultor Gaspar Becerra. Se sabe documentalmente que trabajó en el retablo mayor de la catedral de Astorga, a las órdenes de Gaspar Becerra.
La primera intervención documentada de Jordán es en el retablo mayor de la iglesia de santa Eulalia de Paredes de Nava (Palencia), de 1556. Allí trabajó con su cuñado Inocencio Berruguete, a quien corresponde solamente la Asunción. En el retablo del Calvario de la iglesia del Monasterio de Santa María Magdalena de Medina del Campo, contratado en 1571, se observan rasgos junianos, que no son raros en Jordán. Su estilo aparece ya bien logrado en el retablo mayor de la iglesia de la Magdalena de Valladolid (1571), cuya traza arquitectónica es del más puro clasicismo. Las parejas de apóstoles del cuerpo inferior están inspiradas en Rafael Sanzio (La Escuela de Atenas). Para la misma iglesia concertó el sepulcro de don Pedro de la Gasca, que fue presidente de la Real Audiencia de Lima y obispo.
De esta misma época es el retablo del Cristo del Santuario Nacional de la Gran Promesa de Valladolid. La imagen de Cristo se identifica con el ideal de los seguidores de Miguel Ángel, por el perfecto estudio de la anatomía. En 1577 toma el encargo de hacer los relieves y estatuas del trascoro de la catedral de León. De un solo cuerpo es el retablo mayor de la iglesia del Sancti Spiritus, de Valladolid. En la parte central hay un gran altorrelieve. Junto al Calvario se encuentra de rodillas la figura del comitente, don Juan de Ortega.
En 1573, Gaspar Becerra había suministrado la traza del retablo mayor de la iglesia de santa María, en Medina de Rioseco, encargándose Juan de Juni de la ejecución. Pero al morir este, la iglesia llamó a Esteban Jordán para que lo esculpiera. A este le corresponde toda la parte escultórica, menos las figuras de San Pedro y San Pablo (hechas por Juni) y el Calvario. La pintura fue realizada por Pedro de Oña, yerno de Jordán. Pese a tener sólo dos cuerpos, alcanza hasta las bóvedas. La manera grande escurialense se imponía. Pero pese a ello hay un recrudecimiento de la labor ornamental. Las molduras son de fuerte resalto. La estatuaria, y singularmente la Asunción, muestran inmediata dependencia de los modelos astorganos. Asimismo los relieves de forma ovalada del ático pregonan su descendencia del retablo de las Descalzas Reales de Madrid, hecho por Becerra.
En 1590 se comenzó el retablo mayor de la iglesia de santa María, de Alaejos (Valladolid), que es réplica del riosecano, pero superando su calidad. Se advierte una creciente barroquización, sobre todo apreciable en el pronunciado saliente de los relieves, que son casi escenas exentas. La pintura fue hecha en 1604 por Francisco Martínez.
Los últimos diez años de la vida de Jordán fueron de gran actividad. Su fama trascendió de tal manera que Felipe II le escogió para realizar el retablo mayor del monasterio de Montserrat. La traza fue dada por Francisco de Mora. Esta máquina colosal resultó destruida en la invasión francesa. El tipo de retablo era similar al del monasterio de El Escorial. Son también suyos el retablo mayor de la iglesia de la Victoria, de pequeño tamaño, con figuras exentas y relieves; el de la Anunciación de la iglesia de Sancti Spiritus, el de la Anunciación de la iglesia de S. Ildefonso y el de la Adoración de los Pastores, de la iglesia de las Salesas, todos en Valladolid.
Han de agregarse varios sepulcros, de tipo orante y exento: el del obispo Álvaro de Mendoza, en el convento de San José de Ávila; el de don Juan de Ortega, en Sancti Spiritus, de Valladolid; el del arzobispo Alonso Velázquez, en la parroquial de Tudela de Duero, y el del obispo don Juan de San Millán, en la iglesia de santa Marina de León.